# Jacobus Trigland der Ältere

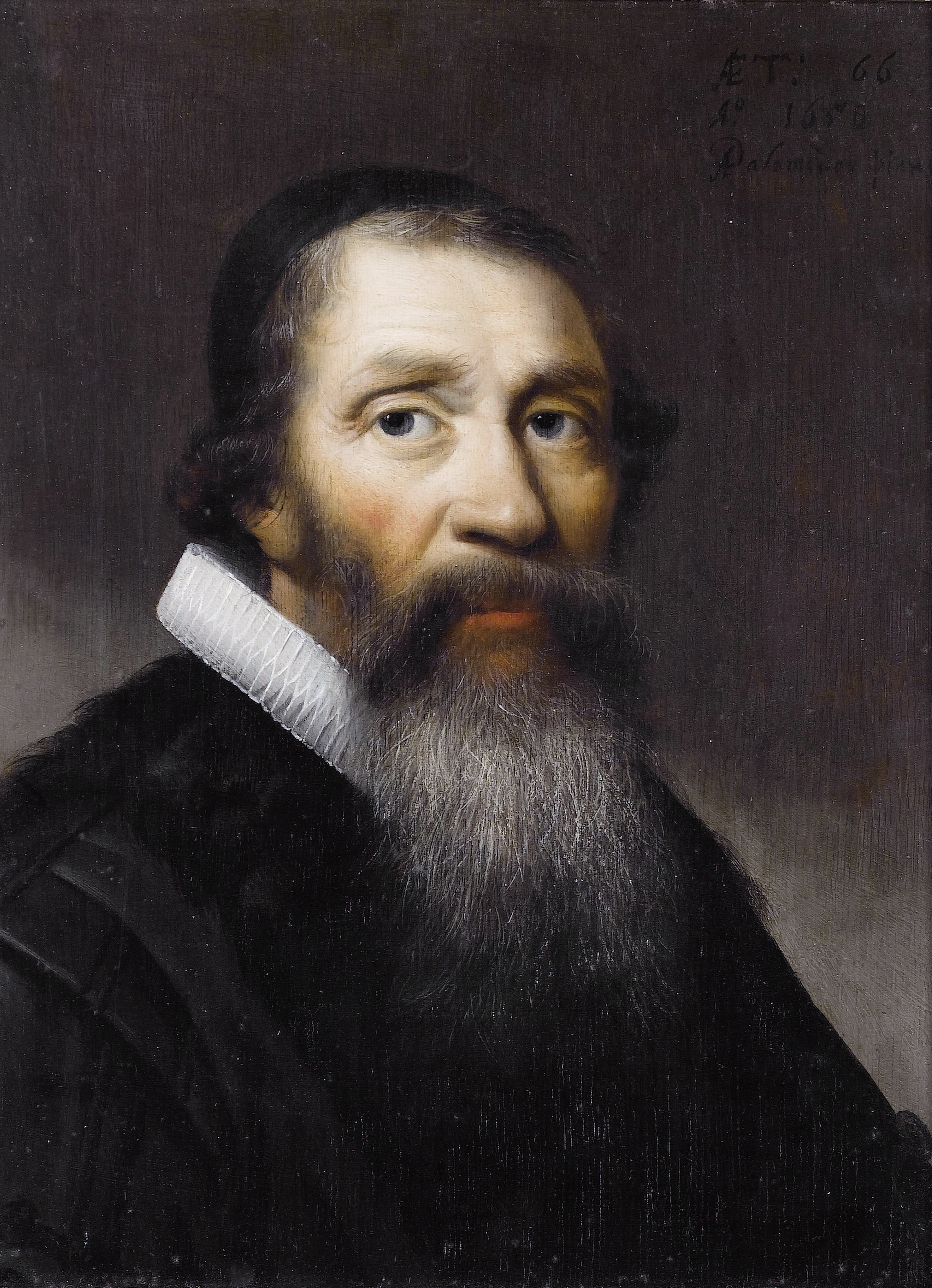
Jacobus Trigland der Ältere

Jacobus Trigland der Ältere (* 22. Juli 1583 in Vianen; † 5. April 1654 in Leiden) war ein niederländischer reformierter Theologe.

## Leben
Jacobus Trigland der Ältere entstammte einem alten Patriziergeschlecht in Gouda. Cornelis Trigland, Vater von Jacobus Trigland d. Ä., wurde in Gouda als Sohn von Gualterus (Wouter) Drijeykelen (was ins Hochdeutsche übersetzt so viel wie drei Kronen bedeutet) geboren, der eine Zeit lang an der dortigen Lateinschule unterrichtete. Cornelis Trigland zog nach Vianen, wo Jacobus von seiner Mutter Anna Gerards, die aus Culemborg abstammte, geboren wurde. Seine Erziehung erhielt er nicht von seinen Eltern, sondern von Verwandten in Gouda. Hier besuchte er die örtliche Lateinschule, welche unter der Leitung des damaligen Rektors Mag. Paulus Traudenius stand. Seine anfängliche theologische Ausrichtung erlebte er in einem Umfeld, welches sich stark am römisch-katholischen Glauben orientierte und ihn für den Priesterstand bestimmte.
So kam er 1597 zu einigen Priestern nach Amsterdam, die ihn in die Dogmatik der katholischen Kirche einwiesen. Um weitere Fortschritte in seiner Weiterbildung zu erzielen, zog er 1598 an die Universität Löwen. Hier immatrikulierte er sich jedoch unter dem Namen als Jacob Triballenius oder Triblandius aus Gouda, da 1581 die Generalstaaten angeordnet hatten, dass kein Niederländer an Universitäten studieren sollten, welche dem spanischen König unterstanden. Hier widmete er sich den Studien des Augustinus von Hippo und machte sich mit der Scholastik des Thomas von Aquin vertraut. In der Auseinandersetzung mit Robert Bellarmins Werken erkannte er Widersprüche in dessen Polemik von dem Verdienst der guten Werke. Nach Haarlem entsendet, erhielt er die Möglichkeit, sich mit der reformierten Lehre auseinanderzusetzen. In vielen innerlichen Kämpfen brach er schließlich hier mit der römisch-katholischen Kirche.
Daher war er bei seinen römisch-katholischen Familienangehörigen in Gouda nicht mehr willkommen und fand bei seinen weniger strengen Eltern eine Aufnahme, wo er sich von 1602 bis 1603 als Rektor der Lateinschule in Vianen seinen Lebensunterhalt sicherte. Hier besuchte er die Predigten des gelehrten Dr. Albertus Selcartius der ihn mit der christlichen Konfession des Théodore de Bèze, Johannes Calvins Institutio und Heinrich Bullingers Hausbuch vertraut machte. Diese Studien weckten in ihm 1603 das Verlangen der reformierten Kirche beizutreten und sich selbst auf ein Pfarramt vorzubereiten. Nach bestandenen Examen wurde er 1607 zum Prediger in Stolwijk ordiniert. In dieser Aufgabe entfaltete er dort eine außerordentliche Gabe auf der Kanzel. Daher zog man ihn 1610 nach Amsterdam, wo er am 24. Dezember in sein Amt eingeführt wurde. Hier entfaltete er ab 1614 eine rege Tätigkeit auf dem Gebiet der Kirchenpolitik. Nachdem er 1617 auch kurze Zeit als Pfarrer nach Den Haag abgeordnet war, wurde er als Deputierter zur Dordrechter Synode entsandt.
Dabei arbeitete er in den Kommissionen mit, welche die Lehrregeln von Dordrecht formulierten und zeigte sich dabei als radikaler Vertreter der niederländischen Reformierten Kirche. Daraufhin geriet er auch in Amsterdam in manche Auseinandersetzung mit den Remonstranten, wobei er unnachgiebig einen strengen Dogmatismus verfolgte. 1634 wurde er als Professor der Theologie an die Universität Leiden berufen. Zu diesem Zweck wurde er vom Senat zum Doktor der Theologie ernannt. In seinen Vorlesungen behandelte die Exegese des Alten Testaments und von 1639 bis 1650 behandelte er die Loci communes. Von 1637 bis 1645 hatte er auch ein Predigtamt der reformierten Kirche in Leiden übernommen. Zudem beteiligte er sich auch an den organisatorischen Aufgaben der Leidener Hochschule und war in den Jahren 1643/44 sowie 1650/51 Rektor der Alma Mater. Mit zunehmendem Alter litt er unter Schwerhörigkeit, hatte ein Steinleiden und verstarb schließlich.
Aus seiner 1604 geschlossenen Ehe mit Stijntje Hendrika Stoof († 1643), gingen elf Kinder hervor. Drei Söhne und vier Töchter überlebten den Vater. Die Söhne Jacobus Trigland und Cornelius Trigland (1609–1672) wurden ebenfalls Theologen. Der Sohn Theodorus Trigland (1620–1679) war als Jurist und Professor der Rechte an der Universität Harderwijk.

## Wirken
Triglands Schriften zeichnen ihn als Kontroverstheologen der reformierten Glaubenslehre seiner Zeit aus, der keinen Streit scheute die Richtigkeit des Calvinismus zu verteidigen. Der überzeugende Dogmatiker und scharfsinnige Polemiker, besaß eine profunde Kenntnis der Bibel und der Werke der Reformatoren. Da er auch in kleinster Weise Respektvoll mit seinen Gegnern umging, hatte er sich auch viele Feinde gemacht die ihn selbst mit aller Schärfe angriffen und seine Integrität in Frage stellten. Seine deutlichste Arbeit in dieser Richtung ist Den Rechtghematichden Christen (Amsterdam 1615). Seine reformierte Dogmatik tritt mit seiner Arbeit Verdedigingh van de Leere end Eere de Ghereformeerde Kerken ende Leeraren, thegen verscheijden lasteringhen enz (Amsterdam 1616) hervor und das Recht der Obrigkeit in kirchlichen Dingen bekämpft er mit seiner Antwoordt op drij vraghen dienende tot advys in de huydendagsche kerklijke swarigheden (1615) und seine Christelijcke ende Nootwendighe verclaringhe (Amsterdam 1615).
Auch nach der Dortrechter Synode ließ er nicht nach, seine Meinung gegen die Remonstranten zu verteidigen. Seine wichtigste Schrift in dieser Richtung ist Christlijcke ende  Vriendelijcke Vermaninge aen alle af-ghedwaalde Remonstrants-Ghezinde (Amsterdam 1623). Aber auch gegen Vertreter der katholischen Fraktion, ließ Trigland einiges an polemischen Auseinandersetzungen folgen. Als Kontraremonstrant nahm Trigland im Laufe der Zeit eine immer bedeutendere Position ein und entwickelte sich zu einem anerkannten Wortführer der damaligen niederländischen reformierten Kirche. Für nachfolgende Generationen wurde sein kirchengeschichtliches Werk Kerckelige Geschiedenissen, als Quelle für die Geschichte der niederländischen reformierten Kirche bis zur Dortrechter Synode, sein bedeutendstes Werk.

## Werke
- Antwoorde op drij Vraghen, dienende tot advys in de huydendaegsche Kerckelijcke swarigheden. Amsterdam, 1615, M. J. Brandt,
- Den Recht-gematighden Christen: Ofte van de waere Moderatie, ende Verdraechsaemheydt, die tot behoudinge van de Waerheydt ende Vrede in de Gemeijnten Christi, na Godes woort onderhouden moet worden. Amsterdam, 1615, P. v. Ravesteyn,
- Christelijcke ende Nootwendighe verclaringhe, waerinne cortelijck ende duydelijck verclaert wordt, wat in seecker formulier van eenicheijt, uyt gegheven onder den tydel van Resolutie van de Doorluchtige enz., Met Godes H. Woort ende met de Leere der Ghereformeerde Kercken over een compt, ofte daer van verschilt enz. Z. n. v. pl. en v. dr. 1615,
- Het Lof des Heeren 5e Dr. Amsterdam, 1627, M. J. Brandt, Amsterdam 1634 (Online)
- Verdedigingh vande Leere end' Eere der Ghereformeerde Kerken ende Leeraren, teghen verscheijden lasteringhen, inzonderheyt Johannis Wtenbogardi in sijn boeck, 't onrecht geintituleert: Verdedigingh vande Resolutie der E. M. Heeren Staten van Hollant ende West-Vrieslandt. Amsterdam, 1616, P. v. Ravenstein, .
- Klare Aenwijsinghe hoe Joh. Wtenbogaert hem gheensins en suyvert, noch verontschuldight van die ontrouwigheydt ende onbehoorlijcke maniere van doen, die Jacobus Triglandius, soo inde Dedicatie aen zijne Princelijcke Excelentie, als in de Voorreden, gelijck mede in zijn boeck, Verdediginge genaemt, hem naecktelijck hadde vertoont. Amsterdam, 1616, M. J. Brandt,
- Den Staet vande Voornaemste Quaestiën ende Gheschillen, die ten huydighen daghe ghedisputeert worden, tusschen de Oude Rechtghesinde, die men Contra-Remonstranten, ende de Nieugesinde, die men Remonstranten noemt. Amsterdam 1617, M. J.Brandt,
- Verantwoordinghe van den voorgaenden Staet van Questiën tegen eenen onbekenden Waerschouwer, die daerteghen als teghen een Malitieus ende valsch ghesehrift, heftelijck ende bitterlijck, doch zonder waerheydt, is uytghevaeren.
- Ontmoeter, bejegenende den Leydschen Voorbode. Amsterdam 1617, M. .T. Brandt,
- Oorspronck vande Swarigheden, ende Voor slagh tot reddinghe in de Kercken van Hollandt, door Eubulum Eirenephilum. Amsterdam, 1617, M. J. Brandt,
- Geessel om uyt te dryven den Arminiaenschen Quel-Geest. Amsterdam, 1618, M. J. Brandt, (Online)
- Christelijcke, ende Vriendelijcke Vermaninge Aen alle af-ghedwaelde Remonstrants-Ghezinde, om weder te keeren tot de Gemeenschap ende eenigheydt met de Gereformeerde Kercken, vande welcke sij, tot dese droeve scbeuringhe, vervoert zijn. Amsterdam, 1623, M. J. Brandt,
- Tweede Christelijcke ende Vriendelijcke Vermaninge Aen de afghedwaelde Remonstrants Ghezinde, om weder te keeren tot de eenigheydt ende gemeenschap met de Gereformeerde Kercken. Amsterdam, 1623, M. J. Brandt,
- Korte Aen-merckinghe op het Ootmoedigh Vertooch ende Versoek der .... 1623 (Online)
- Thien Redenen van Edmund Campianus Iesuwyt, met de Wederlegginghe van den Zeer Gheleerden en wijtberoemden Guilielmns Withakerns, in sijn leven Doctor ende koninghijcke Professor der Heylighe Theologie in de vermaerde Academie te Cambrits in Engeland. Amsterdam, 1624
- Aenhanghsel, aen de Tweede Vermaninge aen de afghedwaelde Remonstrants-Ghesinde. Amsterdam, 1627
- De Kracht der Godtsaligheydt, Dat is de Leere der Waerheyt die nae de Godtsaligheydt is, Uyt den Woorde Gods verklaert, bevestight, ende tot de ongheveynsde Practijcke der Godtsaligheydt gherichtet. Amsterdam, 1631 in Deutsch: Die Krafft der Gottseligkeit … in christlichen betrachtungen uber etliche sonderbare Text der H. Schrifft 1651
- Valschen Roem des Pausdoms, ofte körte ende klaere Aenwijsinghe, hoe verkeerdelijck ende bedriegelijck de Paus-Geestelijcken handelen, als sij roemen van hare kerkelijcke successie ende sendinghe. Amsterdam, 1631, M. J. Brandt,
- De Krachteloose Remonstrant, vermorselt door de kracht vande Leere der waerheydt die nae de Godtsaligheydt is. Amsterdam, 1632, M. J. Brandt,
- De wäre Religie verantwoort teghen de lasteringhen ende verkeerde Argueringhen der Remonstrantsche Societeyt. Z. pl. en jr. (1633).
- Los Gebouw des Pausdoms, dat is, klare Verthooninghe, hoe dat de kerckelijcke Monarchie ende Hierarchie des Pausdoms, op een los, ja versiert Fundament gebouwt staet. 1633.
- Apologia, ofte Tegengesang; waerin de wettighe begraeffenisse van Tyter (hond van den Hooft-Officier der Stadt Leyden) met bondighe reden verdedight wort, 't Amst. Voor Jac. Tri. 1634
- De tweede Verantwoordinghe vande Ware Religie, Tegen de lasteringhen, ende verkeerde Argueringhen, der Arminiaensche Societeyt, in een boeck bij de selve uytghegheven onder den naem vande War-Religie. Amsterdam, 1634, M. J. Brandt,
- Christelijck Af-Scheyt Jacobi Triglandii. Ghenomen van de Christelycke Gemeijnte tot Amsteiredam. 1634 In Deutsch: Christenlicher Abschied Jacobi Triglandii von der Christl. Gemein zu Amstelredam. Amsterdam 1651
- Twee Oratien vande Ware-Religie. Daer van d' eene handelt vanden gront, ende de oorsaecken vande wäre Religie, De andere Van des selfs Oeffeninge, ghedaen van Jacobus Triglandius, als hij de Professie van de Heijlighe Theologie inde Uni-versiteyt van Leyden aenvingh. 1634
- Kort en goet Bescheyt aen den Antwerpschen Voorbode, nopende eenighe getuygenissen der H. Schrift van Jacobo Triglandio in het Los-Ghebouw des Pausdoms geallegeert. Boodtschap voor Jan Knobbaert, Boeckverkooper tot Antwerpen, in het kort te doen aen A. B. ons onbekeot, maer hem bekennt. Den Voornaemsten gront des Pansdoms omverre gheworpen, klaer blijckende uyt de Redenen ende Bewijsen van Jacobus Triglandius, vergeleken met de Antwoorden van den onbekenden A. B. in den sack. 1635
- Trina Dei Gratia, nimirum, electionis, santificationis, conservationis explicata, confirmata et indicata. Amstelodami apud Johannem Jansonium. 1636.
- Bodemlooze Pausdom, dat'is, klaere aenwijsingbe, hoe dat het Pausdom nerghens gront ofte vastigheydt en heeft. 1638.
- Voorreden, gestelt teghen De Voorreden van den Remonstrantschen Catechismus. 1640.
- Waerschouwinge Jacobi Triglandy, tegen eenen valschen Titel van zijne Opuscula ofte Theologische wercken ende desselfs verclaringe. 1642.
- Dissertatio Theologica de civili et ecclesiastica potestate et utriusque ad se invicem tum Subordinatione, tum Coordinatione. Amsterdam, 1642, Johannem Jansonium
- Kerckelijcke Geschiedenissen, begrijpende de swaere ende bekommerlijcke geschillen in de Vereenigde Nederlanden voorgevallen, met derselver beslissinge; ende aenmerckingen op de kerckelycke Historie van Johannes Wtenbogaert. Leyden, 1650, A. Wijngaerden
- Antapologia, sive examen atque refutatio totius Apologiae Remonstrantium. Opus posthumum. Harderwijk, 1664, P. van Houte,

Werke anonym
- Ontrouwe des valschen Waerschouwers, die tegen een seker boecxken, ghenoemt Stant van de hedendaegsche Geschillen als tegen een malitieus ende valsch gheschrift is uytgevaren. Amsterdam, 1616, M. J. Brandt,
- Drie Gulden Brieven van Johannes Wtenboogaert. Met aenteycken. op de kant verklaard. Amsterdam, 1616, M. J. Brandt,
- Klaer ende grondich Teghen-Vertoogh, van eenighe kercken-Dienaren van Hollandt, ende West Vrieslandt, gestelt teghen seker Vertoogh der Remonstranten, den Ed. Mog. Heeren Staten derselver landen in Aprili voorleden overgegeven en daerna door den Druck ghemeen gemaekt. Amsterdam, 1617, M. J. Brandt.